# Flavia D'Angeli
Flavia D'Angeli (Algeri, 10 luglio 1973) è una politica italiana, portavoce nazionale di Sinistra Critica per tutti i cinque anni di esistenza di tale organizzazione, scioltasi nel luglio 2013.

## Biografia
Ha cominciato l'impegno politico nel collettivo studentesco del liceo Torquato Tasso di Roma e partecipando attivamente al movimento della Pantera nel 1990 e a quello contro la prima guerra del Golfo del 1991. 
Dopo una breve militanza in Democrazia Proletaria si iscrive a Rifondazione Comunista fin dalla sua nascita nel 1991. 
Nel 1997 entra a far parte dell'Esecutivo nazionale dei Giovani Comunisti, costruendo in particolare le campagne nazionali sull'antiproibizionismo e contro la precarietà del lavoro giovanile.
Dal 1998 fa parte del Comitato politico nazionale del PRC e sostiene, insieme a Livio Maitan e Luigi Malabarba, la mozione che porta alla caduta del primo Governo Prodi.
Nel 2001 è alla testa dei Giovani Comunisti al G8 di Genova.
Nel 2002 entra nella Direzione nazionale del PRC, poi partecipa al Forum sociale europeo a Firenze e a due edizioni del Forum sociale mondiale a Porto Alegre, contribuendo alla scrittura del libro collettivo Porto Alegre, il Forum sociale mondiale.
Nel 2003 è una delle più attive dirigenti del PRC nella campagna per il referendum per l'estensione dell’articolo 18 dello Statuto dei lavoratori a tutti i lavoratori. 
Dal 2005 fa parte dell'Esecutivo nazionale del PRC, in quota alla quarta mozione, ricoprendo per due anni l'incarico di responsabile del Dipartimento Precarietà. Nello stesso 2005 diviene madre di due gemelli, avuti dal compagno Salvatore Cannavò.
Dopo l'uscita di Sinistra Critica dal PRC nel dicembre 2007, ha lasciato Rifondazione, perdendo così anche il posto di lavoro come funzionaria. Successivamente diventa insegnante di italiano, storia e geografia.
Nel 2008 viene designata come Portavoce nazionale di Sinistra Critica e poi, in occasione delle elezioni politiche del 2008, sarà candidata come capolista in tutte le circoscrizioni alla Camera dei deputati (oltre a essere una delle tre donne "candidate" sin dalle elezioni alla presidenza del Consiglio), dove Sinistra Critica  otterrà lo 0,46%, pari a quasi 170.000 voti..
Nel novembre 2009 in occasione della Conferenza nazionale di Sinistra Critica viene rieletta Portavoce nazionale del movimento unitamente a Piero Maestri e Franco Turigliatto.
Nello stesso periodo scrive, assieme al leader del Nuovo Partito Anticapitalista francese Olivier Besancenot, il libro Besancenot, la nostra sinistra.
Nel 2012 in occasione del Congresso Nazionale di Sinistra Critica è tra i firmatari del documento congressuale, a cui però una parte dell'organizzazione propone dei sostanziali emendamenti. In sede di congresso le due posizioni (documento principale ed emendamenti) si eguagliano. Dopo un anno di "convivenza", nel luglio 2013, le due aree decidono di porre fine all'esistenza di Sinistra Critica. Flavia D'Angeli sceglie di aderire a Solidarietà Internazionalista.

## Pubblicazioni
- 2009 - Besancenot, la nostra sinistra - Edizioni Alegre - con Olivier Besancenot